# Jiří Holanda
Jiří Holanda (* 13. března 1986 Ostrava) je český basketbalista hrající Národní basketbalovou ligu. Dříve hrál za tým, který předešlou sezónu skončil na 3. místě: BK Děčín. Od sezóny 2009/2010 hrál poté za nově složený tým Basketball Brno, který byl tuto sezónu v NBL nováčkem. Hraje na pozici rozehrávače. Jeho výška je 183 cm a jeho váha 73 kg.
Do Brna přišel s vizí, že by mohl strávit na hřišti více minut, než ve svém domovském klubu. V prvním domácím utkání s Ostravou nastoupil Jirka v základní pětce, což byla situace pro něj více méně nová, protože v Děčíně většinou spíše kryl záda americkým playmakerům Sandersovi či Hatcherovi.

## Kariéra
- 2003 - 2009 : BK Děčín
- 2005 - 2010 : BK Jindřichův Hradec (střídavý start v nižší soutěži)
- 2009 - 2010 : Basketball Brno

## Statistiky
| Sezóna   | Soutěž      | Odehrané minuty | Průměr na zápas | Body | Průměr na zápas |
| -------- | ----------- | --------------- | --------------- | ---- | --------------- |
| 2003/04  | Mattoni NBL | 81.7            | 4.8             | 21   | 1.2             |
| 2004/05  | Mattoni NBL | 62.7            | 5.7             | 19   | 1.7             |
| 2005/06  | Mattoni NBL | 86.3            | 10.8            | 35   | 4.4             |
| 2005/06  | Český pohár | 14.5            | 14.5            | 4    | 4.0             |
| 2006/07* | Mattoni NBL | 125.1           | 10.4            | 78   | 6.5             |

* Údaje k 20.1.2007